# 폼페이 최후의 날 (카를 브률로프)
폼페이 최후의 날(러시아어: Последний день Помпеи, 영어: The Last Day of Pompeii)은  카를 브률로프의 역사화로, 현재 러시아 미술관에 소장되어 있다. 79년 베수비오산 분화을 주제로 1830년부터 1833년 사이에 창작되었으며, 당시 러시아의 주류였던 신고전주의와 프랑스에서 인기를 얻고 있던 낭만주의 사이에 위치한 작품으로 유명하다.

## 개요
브률로프는 1823년 형 알렉신드르 브률로프 (Alexander Brullov)와 함께 베네치아와 피렌체를 거쳐 로마에 도착했으며, 나폴리 박물관에서 폼페이에서 출토된 유물을 연구하던 도중 직접 폼페이를 방문해 베수비오산 분화를 주제로 그림을 그린다는 착상을 얻었다.
로마에 위치한 브률로프의 작업실에서 처음 발표된 이후 큰 호응을 얻었으며, 1834년 살롱 드 파리에 전시된 이후 전러시아의 황제 니콜라이 1세에게 헌상되었다. 그 뒤 겨울 궁전에 전시되었다 1836년 제국 예술원에 기증되었고, 1851년에 에르미타시 박물관으로 옮겨진 뒤 현재 러시아 미술관에 소장되어 있다.
브률로프는 라파엘로의 대형 작품 《아테네 학당》을 참고하여 이 작품을 완성했다고 밝혔으며, 이 그림에 영감을 받아 쓰여진 에드워드 불워 리턴의 1834년 동명의 소설은 크게 인기를 끌었다.